# لاریم دهنه
لاریم دهنه یک روستا در ایران است که در استان مازندران واقع شده‌است.